# Mimi Rogers
Miriam "Mimi" Rogers (nacida Spickler; Coral Gables, Florida; 27 de enero de 1956) es una actriz estadounidense que alcanzó la fama con su participación en la película La sombra del testigo de 1987. Ha producido varios filmes para televisión y es una jugadora de póquer competitivo.

## Vida profesional y privada

Mimi Rogers y Tom Cruise en los premios de la Academia de 1989.

Mimi Rogers (nacida Miriam Spickler) nació en la ciudad de Coral Gables, ubicada en el condado de Miami-Dade del estado de Florida en los Estados Unidos. Después del divorcio de sus padres cuando tenía 7 años, se mudó a California junto a su hermano y su madre. Su primer matrimonio fue en 1976 con Jim Rogers, consejero de la Iglesia de la Cienciología. Se divorciaron en 1980. 
A principios de la década de 1980 hizo sus primeros trabajos como actriz en televisión, participando en series tales como Hill Street Blues, Quincy M.E y Magnum P.I. También pudo vérsele en películas producidas para TV, como Divorce Wars, Hear No Evil, The Rousters y en el thriller Hider in the House (En el silencio de la noche), junto a Gary Busey. 
En 1987 protagonizó junto a Tom Berenger el filme dirigido por Ridley Scott La sombra del testigo, en el que encarnó a una mujer de alta sociedad testigo de un asesinato. Por otra parte, el matrimonio con una joven pero ya establecida estrella de cine, Tom Cruise, puso a la actriz en el centro de la escena hollywoodense.
Su matrimonio con el famoso actor terminó en febrero de 1990 y Mimi se lanzó directamente al trabajo, participando en proyectos como The Doors y Wedlock. En 1991 protagonizó la controvertida El despertar de Sharon, un filme de Michael Tolkin que analiza la religión en Estados Unidos, donde representó a una operadora telefónica que decide cambiar su vida promiscua por una de devota religiosidad. Este papel le valió una nominación por Mejor Actriz Protagónica en los Independent Spirit Awards. 
Admirada por su voluptuosa figura, la actriz tomó la oportunidad para lucirla en la revista Playboy en 1993, donde también concedió una entrevista en la que habló sobre su carrera y su fallido matrimonio con Tom Cruise. 
La actriz obtuvo papeles en películas tales como The mirror has two faces –protagonizada por Barbra Streisand- y después de varios años sin grandes éxitos de taquilla, Rogers obtuvo un rol en Austin Powers: International man of mystery (1997), en el que interpretaba a una atractiva agente del año 1960, madre del personaje que compuso Elizabeth Hurley. Ese mismo año produjo su primer filme para televisión, Tricks, y al año siguiente protagonizó Lost in space, remake de la serie de los años 60 y también apareció en la quinta y sexta temporada de la exitosa serie The X-Files. 
En los años siguientes hizo apariciones en varias series para televisión, como The Geena Davis show, Dawson's Creek, Las Vegas y Hope & Faith. En 2003 contrajo matrimonio por tercera vez con su pareja de más de 10 años, Chris Ciaffa, quien también es el padre de sus dos hijos: Lucy (nacida en 1995) y Charlie (nacido en 2001). Vivió una feliz etapa en la ciudad de Santander, con conocidos miembros de la cosmopolita ciudad del norte de España. 
También en el año 2003, comenzó a competir en torneos de póquer, como el World Poker Tour y el World Series of Poker, de los cuales se retiró con ganancias. La actriz forma parte de la junta de directores del World Poker Tour. 
Más adelante, ha participado en filmes como The door in the floor (2004) y Big nothing (2006), en series televisivas (The loop y My boys) y en las películas para televisión The stranger game (2006) y Storm cell (2008).
Desde 2014, ha tenido un papel recurrente en las siete temporadas de la serie policiaca Bosch, en la que interpreta a Honey Chandler, una acreditada abogada. Ha vuelto a interpretar el papel de Honey Chandler en la secuela titulada Bosch: el legado.

## Filmografía

### Cine
- Blue Skies Again (1983)
- Gung Ho (1986)
- Street Smart (1987)
- Someone to Watch Over Me (1987)
- The Mighty Quinn (1989)
- Hider in the House (1989)
- Dimenticare Palermo (1990)
- Desperate Hours (1990)
- The Doors (1991)
- Wedlock (1991)
- The Rapture (1991)
- White Sands (1992)
- Dark Horse (1992)
- Shooting Elizabeth (1992)
- Monkey Trouble (1994)
- Reflections on a Crime (1994)
- Killer (1994)
- The Beast (1995) (voz)
- Far from Home: The Adventures of Yellow Dog (1995)
- Little White Lies (1996)
- Trees Lounge (1996)
- The Mirror Has Two Faces (1996)
- Austin Powers: International Man of Mystery (1997)
- Lost in Space (1998)
- Seven Girlfriends (1999)
- Ginger Snaps (2000)
- The Upgrade (2000)
- Cruel Intentions 2 (2000) (video)
- Dumb and Dumberer: When Harry Met Lloyd (2003)
- The Gunman (2004)
- Seeing Other People (2004)
- The Door in the Floor (2004)
- Dancing in Twilight (2005)
- Penny Dreadful (2006)
- Big Nothing (2006)
- Amor Prohibido (2009)
- Falling Up (2009)
- Abandoned (2010)
- Hope Springs (2012)
- The Wedding Ringer (2015)
- Affairs of State (2018)

### Televisión

#### Como actriz
- Hill Street Blues – 2 episodios (1981)
- Quincy M.E. – 2 episodios (1981)
- Magnum P.I. – 1 episodio (1982)
- Divorce Wars: A Love Story - película para TV (1982)
- Hear No Evil (1982) - película para TV
- Hart to Hart (1983) – 1 episodio
- The Rousters (1983) - película para TV
- Paper Dolls (1984) – 13 episodios
- Embassy (1985) - película para TV
- You Ruined My Life (1987) - película para TV
- Fourth Story (1991) - película para TV
- Dream On (1991-1992) – 2 episodios
- Tales from the Crypt (1992) – 1 episodio
- Ladykiller (1992) - película para TV
- Bloodlines: Murder in the Family (1993) - película para TV
- A Kiss to Die For (1993) - película para TV
- Full Body Massage (1995) - película para TV
- Partners (1996) – 1 episodio
- In the Blink of an Eye (1996) - película para TV
- Weapons of Mass Distraction (1997) - película para TV
- The Christmas List (1997) - película para TV
- Tricks (1997) - película para TV
- Host (1998) - película para TV
- The Devil’s Arithmetic (1999) - película para TV
- The X-Files (1998-1999) – 7 episodios
- It’s Like, You know... (1999-2000) – 2 episodios
- Common Ground (2000) - película para TV
- My Horrible Year! (2001) - película para TV
- The Geena Davis Show (2000-2001) – 10 episodios
- Comedy Central Canned Ham (2002) – 1 episodio
- Charms for the Easy Life (2002) - película para TV
- What’s New, Scooby Doo? (2002) – 1 episodio
- Dawson's Creek (2003) – 1 episodio
- Cave In (2003) - película para TV
- Las Vegas (2003) – 1 episodio
- Hope & Faith (2004) – 1 episodio
- Stone Cold (2005) - película para TV
- Selling Innocence (2005) - película para TV
- The Stranger Game (2006) - película para TV
- The Loop (2006-2007) – 17 episodios
- Storm Cell (2008) - película para TV
- My Boys (2008) – 2 episodios
- Two and a Half Men (2011-2014)
- Cleaners (2014)
- Mad Men (2015) - 1 episodio (un negocio nuevo)
- Bosch (2016-2020) - varios episodios (personaje recurrente)
- Bosch: Legacy (2022) - varios episodios (personaje principal)

#### Como productora
- Tricks (1997) – película para TV
- The Devil’s Arithmetic (1999) - película para TV
- Harlan County War (2000) - película para TV
- My Horrible Year! (2001) - película para TV
- Charms for the Easy Life (2002) - película para TV